# Блайенбах
Блайенбах (нем. Bleienbach) — коммуна в Швейцарии, в кантоне Берн. 
Входит в состав округа Аарванген. Население составляет 675 человек (на 31 декабря 2006 года). Официальный код — 0324.

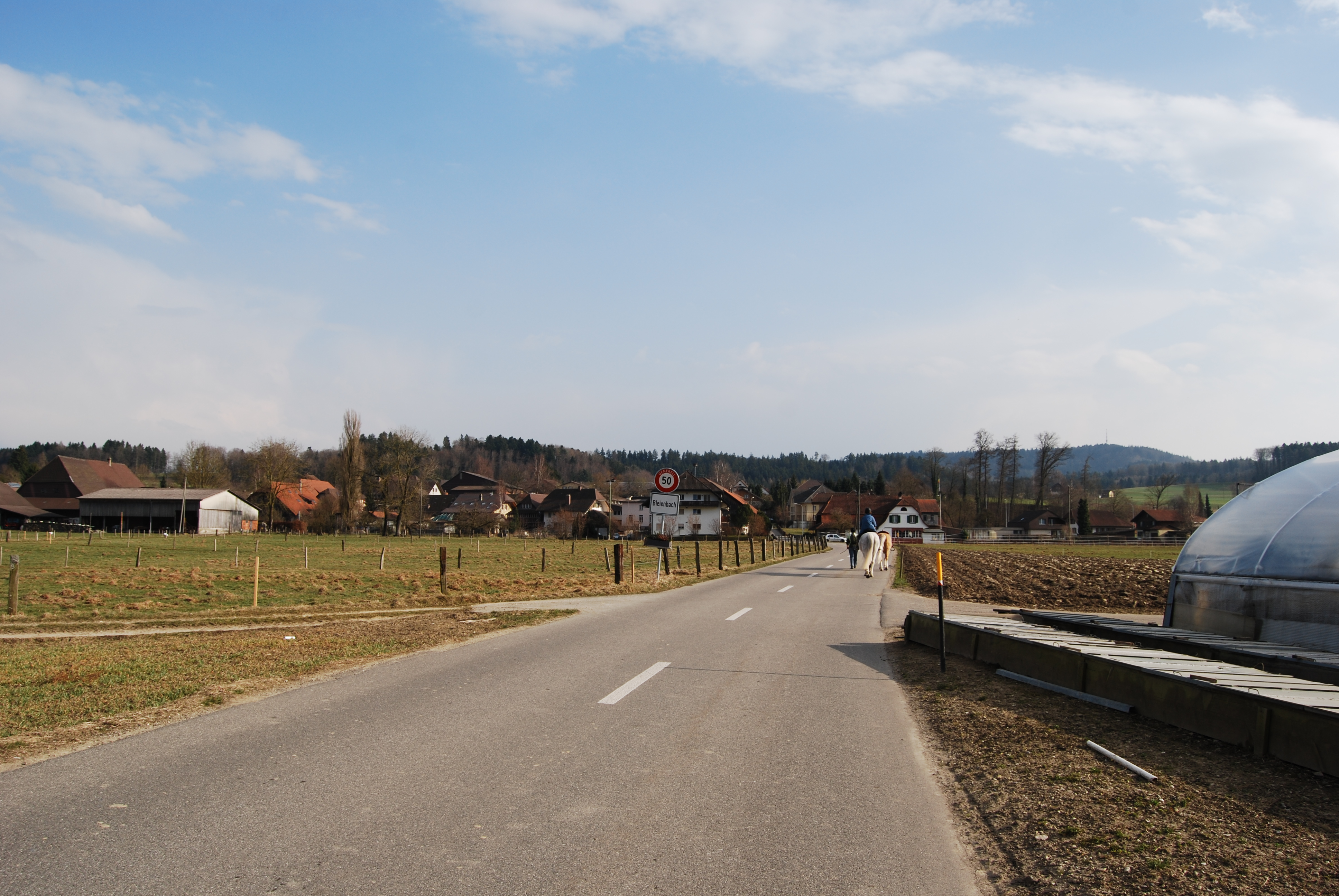
Блайенбах